# Don't Cry for Me Argentina

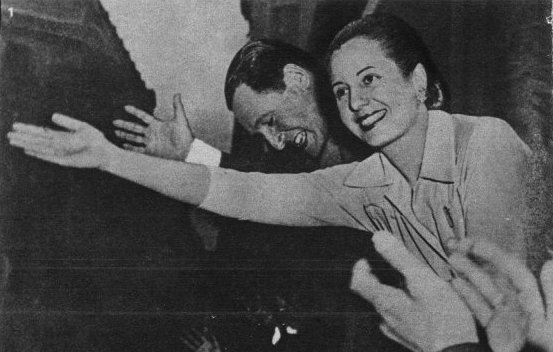
Eva Perón (1919-1952)

Don't Cry for Me Argentina, ou en espagnol « No llores por mí Argentina », est une chanson tirée de la comédie musicale Evita écrite par Tim Rice et composée par Andrew Lloyd Webber. Elle est chantée par Julie Covington. La chanson fait partie du second acte lorsque le personnage principal, Eva Perón, s'adresse à la foule par le balcon de la Casa Rosada. La chanson parle de regret et de méfiance, thèmes caractéristiques des chansons les plus populaires de Lloyd Webber.

## Reprise par Madonna
L'artiste américaine Madonna a enregistré sa version de la chanson pour le film Evita, dans lequel elle interprète le rôle d'Eva Perón. La chanson a été incluse dans la bande originale du film et éditée en single en décembre 1996, single qui inclut un remix intitulé The Miami Mix contenant des paroles en anglais et spanglish.
Le single s'est classé n°1 en France pendant quatre semaines en 1997, dix ans après La Isla Bonita qui était son premier et seul n°1 en France en 1987. Le clip vidéo est un extrait du film réalisé par Alan Parker.
Madonna a interprété Don't Cry for Me Argentina à ses concerts en Argentine de son Girlie Show en 1993 (avant de jouer dans Evita), du Sticky & Sweet Tour en 2008 (la prestation a été incluse dans l'édition DVD de la tournée) et du MDNA Tour en 2012. En 2001, l'instrumentalisation a servi d'interlude pendant le Drowned World Tour.

## Autres reprises
Petula Clark et Annie Cordy chantent une version traduite en français, La Chanson d'Évita en 1977, dont les paroles sont adaptées par Pierre Delanoë.
En 1977 également, Milva interprète la chanson en italien sous le titre Non piangere più Argentina.
Donna Summer l'interprète dans son album Hot Summer Night en 1983.
La chanson est reprise dans la série télévisée Glee, par les personnages de Rachel Berry (Lea Michele) et de Kurt Hummel (Chris Colfer), ce dernier exprimant ses sentiments lorsqu'il quitte la McKinley High School pour Dalton.
Elle a également été reprise par Sinéad O'Connor dans un album, paru en 1992, de reprise de standards américains, intitulé « Am I Not Your Girl? ».
A l'occasion de l'émission hommage au compositeur Andrew Lloyd Webber diffusée en 2013,  la chanteuse Nicole Scherzinger interprète cette chanson.
Reprise aussi par The Carpenters, Olivia Newton-John et par la chanteuse libanaise Fairuz en 2017[réf. nécessaire].
Le groupe anglais The Shadows en a également enregistré une version instrumentale en 1978.

### Interprétations
- (en) [vidéo] « Madonna - Reprise de "Don't Cry for Me Argentina" (version anglaise) », sur YouTube